# Gränsstängslen i Ceuta och Melilla

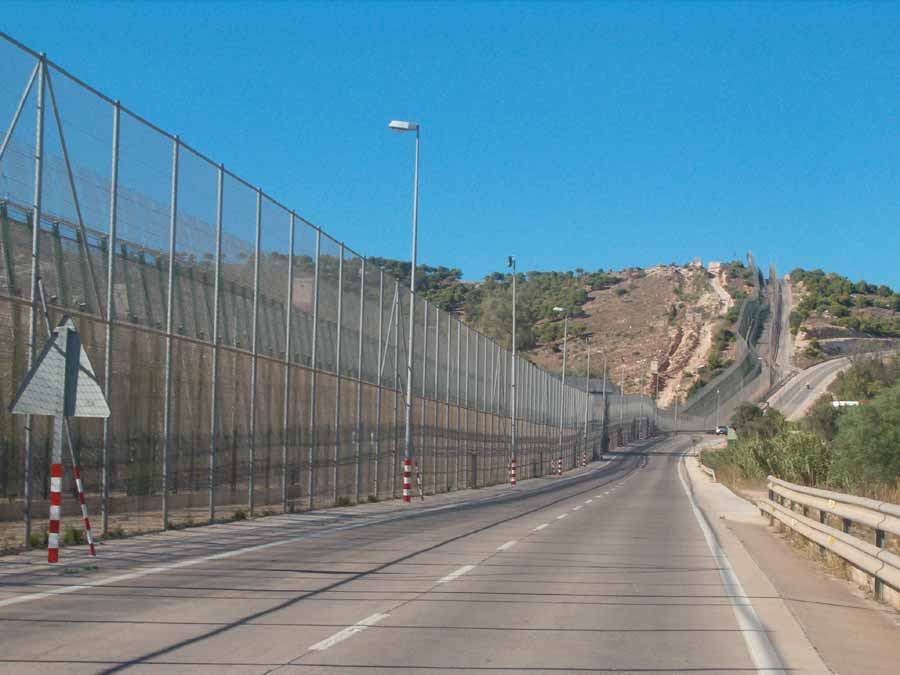
Gränsstängslet i Melilla, mellan Spanien och Marocko.

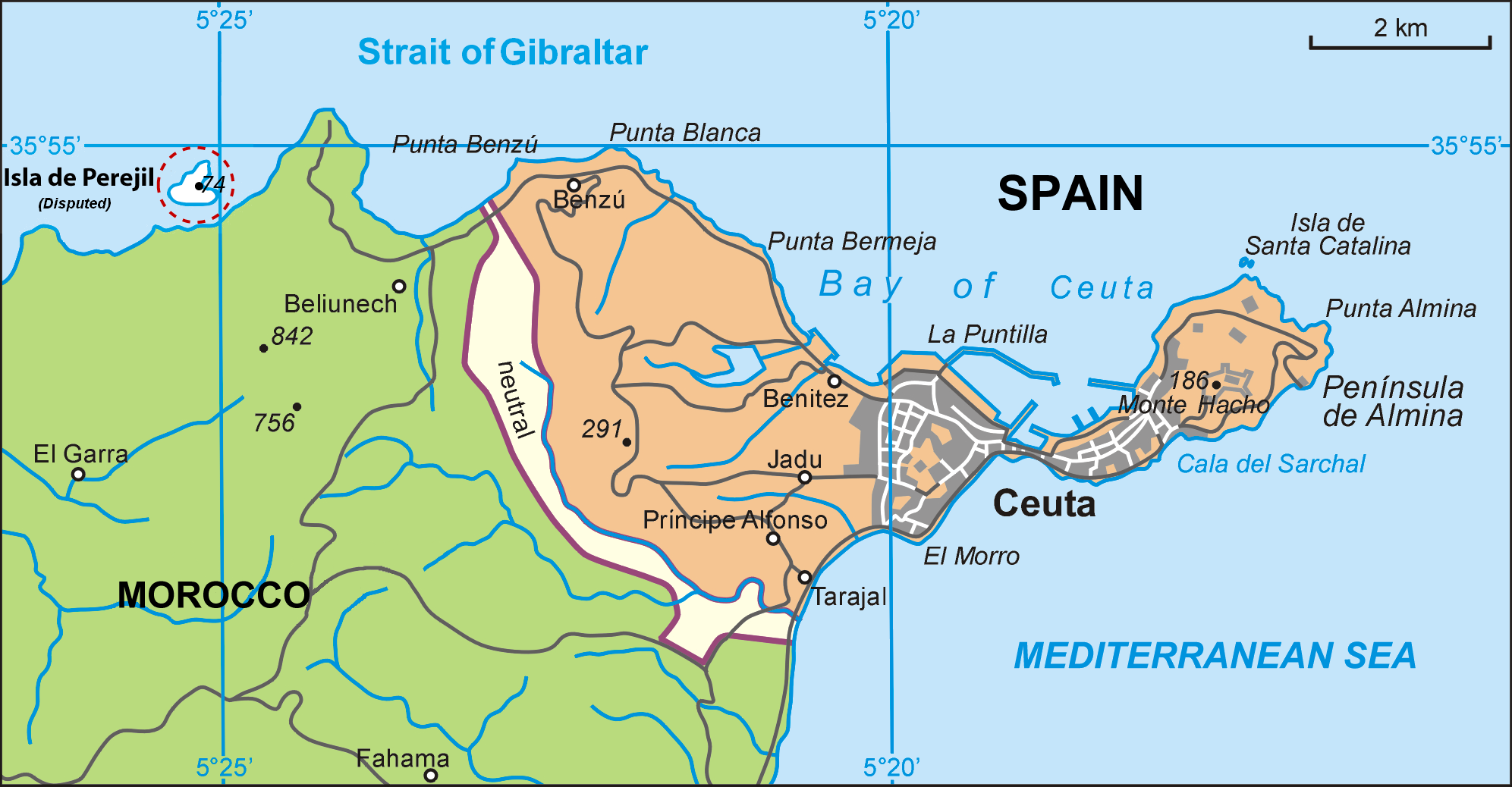
Ceuta.

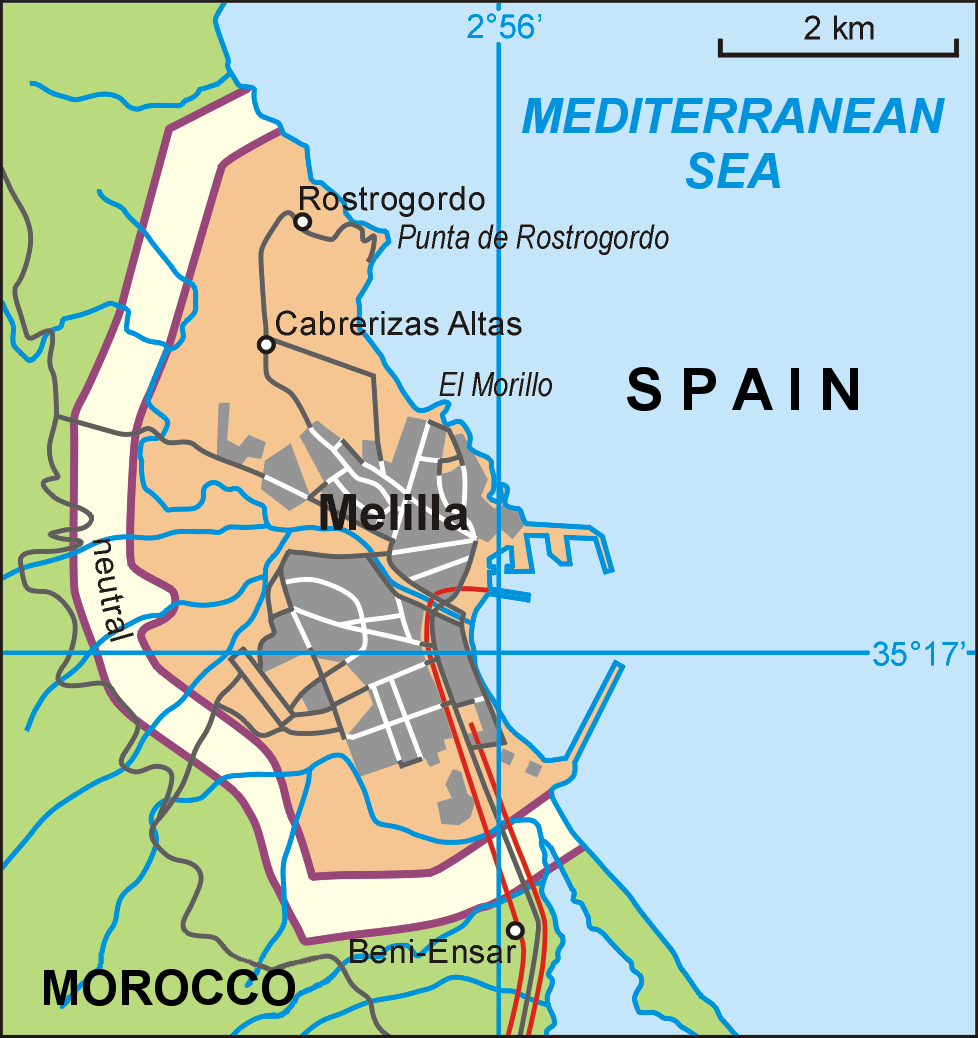
Melilla.

Gränsstängslen i Ceuta och Melilla avgränsar de två små spanska exklaverna Ceuta och Melilla på Afrikas fastlandskust från Marocko och utgör en del av Spaniens och Europeiska unionens yttre gräns. De två exklaverna utgör de enda landgränserna mellan europeiska och afrikanska länder. Syftet med stängslen är att förhindra illegal invandring från afrikanska länder. Stängslen har successivt gjorts kraftigare, och består av två parallella stängsel med taggtråd. Både de runt Ceuta och de runt Melilla har höjts från tre meter till sex meter på grund av att immigranter tidigare klättrade över stängslen med hemmagjorda stegar. Förutom stängsel används belysning, rörelsedetektorer och vakttorn för att förhindra illegal passage.
Stängslen har ansetts nödvändiga eftersom tusentals afrikaner utan tillstånd den här vägen försökt ta sig in i Spanien, och därmed övriga Europeiska unionen. De har också forcerat de enklare stängsel som fanns tidigare. Marockansk polis har hjälpt Spanien med bevakningen från sin sida. Det har förekommit incidenter där marockansk polis varit våldsam mot personer som försökt passera stängslet, eller utvisat dem till en plats mitt i öknen. Marocko har motsatt sig byggandet av stängslen eftersom landet gör anspråk på de två enklaverna. Den 1 januari 2017 var det en ovanligt stor incident då över 1000 personer stormade Ceutas stängsel, och en liknande händelse med 400 personer inträffade 9 december 2016.